# Christian Bolaños
Christian Bolaños Navarro (* 17. května 1984, San José, Kostarika) je bývalý kostarický fotbalový záložník nebo útočník. Účastník Mistrovství světa 2014 v Brazílii.

## Klubová kariéra
Bolaños začínal v profesionálním fotbale v roce 2001 v kostarickém celku Deportivo Saprissa, s nímž posbíral několik ligových trofejí. V červenci 2007 odešel do Evropy do dánského klubu Odense BK. V lednu 2009 přestoupil do norského týmu IK Start. V srpnu 2010 se vrátil do Dánska, konkrétně do klubu FC Kodaň.

## Reprezentační kariéra
Christian Bolaños reprezentoval Kostariku v mládežnickém výběru U17. Zúčastnil se Mistrovství světa hráčů do 17 let 2001, které mělo dějiště na Trinidadu a Tobagu. Zde mladí Kostaričané vypadli ve čtvrtfinále s Burkinou Faso po porážce 0:2.
V národním A-týmu Kostariky debutoval v roce 2005.
Kolumbijský trenér Kostariky Jorge Luis Pinto jej vzal na Mistrovství světa 2014 v Brazílii. Představil se ve všech zápasech Kostariky v základní skupině D proti favorizovaným celkům (3:1 proti Uruguayi), proti Itálii (výhra 1:0) a Anglii (remíza 0:0). Kostarika se kvalifikovala se sedmi body z prvního místa do osmifinále proti Řecku, i zde Bolaños nastoupil. Kostaričané vyhráli až v penaltovém rozstřelu poměrem 5:3 a poprvé v historii postoupili do čtvrtfinále MS. Ve čtvrtfinále s Nizozemskem (0:0, 3:4 na penalty) došlo opět na penaltový rozstřel, v něm Christian svůj pokus znovu proměnil. Kostarika byla ale vyřazena, i tak dosáhla postupem do čtvrtfinále svého historického maxima.